# حسين حبري
حسين حبري ولد في (13 أغسطس 1942م في مدينة فايا شمال تشاد - 24 أغسطس 2021م في داكار في السنغال). سياسي تشادي كان رئيس تشاد من 1982م إلى 1990م. وقبلها كان رئيسًا لوزراء تشاد في الفترة من 29 أغسطس 1978م – 23 مارس 1979، هو من قبيلة الأنكازة إحدى فروع قبائل التبو. بعد إكماله لتعليمه الأساسي اشتغل في بريد الإدارة التشادية فحصل على منحة لدراسة العلوم السياسية في فرنسا، وعاد إلى تشاد سنة 1971م. بدأ في الظهور على الساحة الدولية بعدما هاجمت مجموعة تحت قيادته بلدة بارداي في تبيستي وأخذت ثلاثة أوروبيين رهائن. حكمت عليه المحكمة الأفريقية الخاصة في داكار في 30 مايو 2016 م بالسجن المؤبد، بعد إدانته بتهم ارتكاب جرائم ضد الإنسانية وجرائم اغتصاب وخطف وإعدام وتعذيب الذي لم يعترف به حسين هبري.

## الصعود إلى السلطة
في 29 آب عام 1978م، تحصل حبري على منصب رئيس وزراء تشاد، ليحل محل فليكس معلوم في هذا الموقف. معلوم كان يتقلد كل من رئيس الوزراء والرئيس منذ 1975م.
انتهت فترة حبري كرئيس للوزراء، وبعد عام، انتهت حكومة معلوم، جرت انتخابات وفاز كوكوني عويدي بالرئاسة.
في 7 حزيران 1982م قام حبري بانقلاب عسكري على الرئيس كوكوني عويدي، وأصبح الرئيس وزعيم القوات المسلحة في الشمال. كما قام بإلغاء منصب رئيس الوزراء وأعقب ذلك فترة من الاضطراب.

## الحرب مع ليبيا
قامت ليبيا بغزو تشاد في يوليو 1980، وأسفرت الغزوة عن احتلال وضم شريط أوزو إلى ليبيا. ردت الولايات المتحدة وفرنسا عن طريق مساعدة تشاد في محاولة لاحتواء طموحات ليبيا الإقليمية في فترة حكم الزعيم الليبي معمر القذافي. في 15 كانون الأول عام 1980، احتلت ليبيا كل شمال تشاد، وفي نوفمبر تشرين الثاني عام 1981 هزم حبري القوات الليبية وأخرجهم. وفي عام 1983، احتلت القوات الليبية كل بلد شمال كورو تورو. استخدمت الولايات المتحدة قاعدة سرية في تشاد لتدريب الجنود الليبيين الذين أسروا منهم لضمهم إلى قواة معارضة للقذافي.
المساعدات من الولايات المتحدة وفرنسا ساعدت حبري لكسب الحرب ضد ليبيا. (بحاجة لمصدر ) احتلال ليبيا لشمال كورو تورو انتهت عندما هزم حبري القوات الليبية في عام 1987. وانتهت الحرب بحلول عام 1988.
وعلى الرغم من هذا الانتصار، كانت حكومة حبري ضعيفة، وواجهت معارضة بشدة على أيدي أفراد من قبيلة الزغاوة. وفي نوفمبر تشرين الثاني عام 1990، شن متمردون هجوم بقيادة ادريس ديبي وهو قائد سابق لجيش الزغاوة الذين شاركوا في مؤامرة ضد حبري في عام 1989 وبعد ذلك هرب إلى السودان، ليعود بقوة ويهزم قوات حبري. اختار الفرنسيون عدم مساعدة حبري في هذه المناسبة، والسماح له ليكون المخلوع. فمن الممكن أنهم ساعدوا نشاط ديبي. تفسير وتكهنات حول أسباب تخلي فرنسا لحبري تشمل اعتماد سياسة عدم التدخل في الصراعات البينية التشادية، وعدم الرضا على عدم رغبة حبري للتحرك نحو الديمقراطية التعددية، والمحسوبية من قبل حبري نحو الشركات الأمريكية بدلا من الفرنسية فيما يتعلق تطوير النفط. فر حبري إلى الكاميرون، والمتمردين دخلوا نجامينا في 2 كانون الأول 1990؛ وذهب حبري في وقت لاحق إلى المنفى في السنغال.

## دعم الولايات المتحدة وفرنسا
- في عهد الرئيس رونالد ريغان دعمت الولايات المتحدة وفرنسا حبري[7]، في رؤية له باعتباره حصنا ضد حكومة القذافي في ليبيا المجاورة. أعطت الولايات المتحدة دعم للقوات شبه العسكرية التابعة لحبري وساهمت وكالة المخابرات المركزية CIA في مساعدة حبري للاستيلاء على السلطة، حيث وفرت الولايات المتحدة حماية لنظام حبري مع كميات هائلة من المساعدات العسكرية. وظلت واحدة من أقوى حلفاء حبري طوال حكمه.
- استخدمت الولايات المتحدة أيضا قاعدة سرية في تشاد لتدريب الجنود الليبيين الذين أُسروا منهم لينضموا إلى قوة معارضة للقذافي بقيادة ضابط أسير يدعى خليفة حفتر.
- في صيف عام 1983، عندما غزت ليبيا شمال تشاد وبرزت تهديدات بانهيار حبري، أرسلت فرنسا 3000 مظليين مع الدعم الجوي، في حين قدمت إدارة ريغان اثنين من طائرات أواكس للمراقبة الإلكترونية لتنسيق غطاء جوي. بحلول عام 1987 قوات القذافي قد تراجعت.

## إدانات
أُدين حبري بتعذيب وقتل الآلاف من معارضيه السياسيين أثناء حكمه الذي بدأ 1982 واستمر ثمانية أعوام.

## محاكمته
بدأت محاكمته في السنغال في يوليو 2015 بتهم ارتكاب «جرائم ضد الإنسانية» أسفرت عن 40 ألف قتيل حسب منظمات الدفاع عن حقوق الإنسان.
انتهت المحكمة الأفريقية الخاصة في داكار 30 مايو 2016 على الرئيس التشادي السابق حسين حبري بالسجن المؤبد، بعد إدانته بتهم ارتكاب جرائم ضد الإنسانية وجرائم اغتصاب وخطف وإعدام وتعذيب. يشار إلى أن المحكمة الأفريقية الخاصة أنشأها الاتحاد الأفريقي بموجب اتفاق مع السنغال، وبدأت المحاكمة في العشرين من يوليو/تموز 2015 بحضور حبري الذي اقتيد بالقوة إلى المحكمة، لكنه رفض التحدث فيها أو الدفاع عن نفسه.

وقال القاضي البوركيني غبيرداو غوستاف كام «حسين حبري، المحكمة الخاصة تحكم عليك بعقوبة السجن المؤبد"، مؤكدا أن أمامه 15 يوما للطعن في هذا القرار.» وأضاف «هذه المحكمة تدينك بارتكاب جرائم ضد الإنسانية واغتصاب واستعباد قسري وخطف». وأضاف القاضي أن المحكمة «اقتنعت» بشهادة خديجة حسن زيدان التي أكدت خلال المحكمة تعرضها للاغتصاب من قبل حسين حبري، وتحدثت عن «اتصالات جنسية بغير رضاها» أربع مرات.
وينهي هذا الحكم معركة استمرت 16 عاما خاضها الضحايا وحقوقيون مدافعون عن حقوق الإنسان لمحاكمة حبري في السنغال التي فرّ إليها بعد أن انقلب عليه مساعده الرئيس الحالي إدريس ديبي عام 1990.

## وفاته
تُوفي حسين حبري في المستشفى المركزي في داكار عاصمة السنغال يوم الثلاثاء 16 المحرم 1443هـ الموافق 24 أغسطس 2021 م والتي نقل إلبها من محبسه عندما سأت صحته نتيجة إصابته بفيروس كوفيد 19،عن عمر ناهز 78 عامًا.

## روابط خارجية
- حسين حبري على موقع الموسوعة البريطانية (الإنجليزية)
- حسين حبري على موقع مونزينجر (الألمانية)